# Alfrēds Verners
Alfrēds Verners (niem. Alfred Werner, ur. 1 stycznia 1912, zm. 31 grudnia 1973) – łotewski piłkarz i hokeista niemieckiego pochodzenia, reprezentant Łotwy w obu tych dyscyplinach.

## Piłka nożna

### Kariera klubowa
Grę w piłkę nożną rozpoczął w Union Ryga. W 1930 roku awansował z tym klubem do Virslīgi. Od 1935 roku występował w zespole Rīga Vanderer, z którym w 1936 roku zwyciężył w rozgrywkach o Puchar Rygi, natomiast w 1938 roku zdobył Puchar Łotwy.

### Kariera reprezentacyjna
30 czerwca 1931 zadebiutował w reprezentacji Łotwy w wygranym 5:2 towarzyskim meczu z Litwą, w którym zdobył bramkę. W 1936 i 1937 roku zwyciężył z Łotwą w turnieju Baltic Cup. Ogółem w latach 1931-1937 rozegrał w drużynie narodowej 19 spotkań i zdobył 5 goli.
Bramki w reprezentacji
| LP | Data             | Miejsce                    | Przeciwnik | Bramka | Rezultat | Ranga meczu     |
| -- | ---------------- | -------------------------- | ---------- | ------ | -------- | --------------- |
| 1. | 30 czerwca 1931  | Stadion LSB, Ryga          | Litwa      | 5:2    | 5:2      | Mecz towarzyski |
| 2. | 15 września 1935 | Stadion Miejski, Łódź      | Polska     | 3:2    | 3:3      | Mecz towarzyski |
| 3. | 28 maja 1936     | Kadrioru staadion, Tallinn | Estonia    | 2:0    | 4:3      | Mecz towarzyski |
| 4. | 28 maja 1936     | Kadrioru staadion, Tallinn | Estonia    | 3:1    | 4:3      | Mecz towarzyski |
| 5. | 14 czerwca 1936  | Stadion Wojskowy, Kowno    | Litwa      | 1:0    | 5:1      | Mecz towarzyski |

### Sukcesy
Łotwa
- Baltic Cup: 1936, 1937

Rīga Vanderer
- Puchar Rygi: 1936
- Puchar Łotwy: 1938

## Hokej na lodzie

### Kariera klubowa
Występował w sekcji hokejowej klubu Union Ryga, grając jako napastnik. W sezonach 1931/32 i 1932/33 wygrał z tym zespołem mistrzostwo Łotwy.

### Kariera reprezentacyjna
W latach 30. XX wieku grał w reprezentacji Łotwy.

### Sukcesy
- Złoty medal mistrzostw Łotwy: 1931/32, 1932/33 z Union Ryga